# Broken Sword: Il sonno del drago
Broken Sword: Il sonno del drago è un videogioco di genere avventura grafica sviluppato da Revolution Software e pubblicato nel 2003. Il gioco è stato commercializzato da THQ in Europa, da The Adventure Company in Nord America e da Marvelous Entertainment in Giappone; in Europa è stato distribuito per PC, Xbox e PlayStation 2, in Nord America soltanto per i primi due sistemi, mentre in Giappone esclusivamente per Playstation 2.
Il titolo è il terzo episodio della serie di Broken Sword ed è stato realizzato a sei anni di distanza dal diretto predecessore. Fu il primo episodio della serie ad essere realizzato in grafica tridimensionale senza un'interfaccia punta e clicca, e di conseguenza il primo a non sfruttare il motore grafico Virtual Theatre.
Il sonno del drago ha ricevuto critiche tendenzialmente positive. La stampa apprezzò la componente narrativa, i dialoghi, l'atmosfera cinematografica e la grafica, mentre criticò il nuovo sistema di controllo e la ripetitività di alcuni puzzle.
Il gioco fu seguito da Broken Sword: L'angelo della morte, pubblicato nel 2006.

## Trama
La vicenda prende il via mentre George Stobbart e il suo amico Harry si trovano a bordo di un aereo che sorvola il Congo per raggiungere uno scienziato. I due arrivano al laboratorio di quest'ultimo appena in tempo per assistere al suo assassinio da parte di un uomo pallido e della sua guardia del corpo. Una cartolina nascosta nel laboratorio suggerisce a George di continuare la propria ricerca a Glastonbury, in Inghilterra, alla ricerca di un certo Bruno. Nel frattempo, a Parigi, Nicole Collard scopre che un giovane hacker ha decifrato il manoscritto Voynich, e che per questo motivo è stato ucciso. Le due vicende finiranno con l'intrecciarsi e risultare indissolubilmente legate l'una all'altra.

## Modalità di gioco
Rispetto ai primi due episodi della serie, Il sonno del drago presenta delle modalità di gioco diverse. Il giocatore assume alternativamente la guida di George Stobbart e Nicole Collard, ma ciò non accade più attraverso l'uso del mouse: le azioni e i movimenti dei personaggi sono gestiti direttamente attraverso la tastiera o il gamepad; i punti con cui è possibile interagire sono indicati da un barlume luminoso, e in prossimità di essi appaiono sullo schermo quattro pulsanti, corrispondenti ad altrettanti tasti della tastiera o del gamepad, mediante i quali è possibile interagire con lo scenario. Un'ulteriore differenza con gli episodi precedenti è data dalla presenza di alcuni enigmi basati sull'utilizzo creativo della terza dimensione, consistenti nello spostamento di casse o altri oggetti per raggiungere parti dello scenario; inoltre, sono presenti alcune sezioni di stampo arcade in cui il personaggio controllato deve saltare o arrampicarsi.
D'altra parte, lo scopo del gioco è rimasto invariato rispetto agli esordi della serie: come in molte altre avventure grafiche il giocatore deve risolvere degli enigmi per far avanzare lo svolgimento della trama, raccogliendo oggetti, combinandoli tra loro e parlando con gli altri personaggi per ottenere informazioni. Come nei due episodi precedenti, in Broken Sword: Il sonno del drago il personaggio controllato può morire.

## Sviluppo
L'idea alla base del gioco venne pensata per la prima volta nel 2000. Inizialmente Il sonno del drago era stato progettato con una grafica cartonesca molto simile a quella dei suoi predecessori, ma in seguito questo approccio venne abbandonato perché danneggiava la profondità di visuale. L'obiettivo della squadra di sviluppo era quello di rendere il gioco credibile ma non necessariamente realistico: in tal senso, il punto di riferimento furono i cartoni animati giapponesi. Da qui la decisione di rinunciare al motore grafico degli esordi della serie, il Virtual Theatre, a vantaggio di un motore grafico di una terza parte, la Criterion Software.
Charles Cecil fu il capoprogetto, mentre Tony Warriner fu il capo programmatore; le musiche del gioco furono composte da Ben McCullogh. Lo sviluppo del gioco è costato circa 2 milioni di sterline.

### Distribuzione
Alla sua uscita, il gioco venne distribuito in Italia da Halifax completamente tradotto in italiano, sia nei testi che nel doppiaggio. La versione PC è oggi distribuita digitalmente da Steam e GOG.com.

## Accoglienza
| Testata                            | Versione | Giudizio |
| ---------------------------------- | -------- | -------- |
| Metacritic (media al 21-07-2024)   | PC       | 82/100   |
| GameRankings (media al 09-12-2019) | PC       | 82.71%   |
| AllGame                            | PC       | 3.5/5    |
| GameSpot                           | PC       | 8.1/10   |
| IGN                                | PC       | 8.4/10   |
| Adventure Gamers                   | PC       | 4/5      |
| Giochi per il mio computer         | PC       | 8/10     |

Il gioco ha ricevuto recensioni tendenzialmente positive, raggiungendo il punteggio di 82% sia su Metacritic che su GameRankings.
IGN apprezzò in modo particolare il comparto tecnico, affermando che il gioco aveva una bella grafica e un ottimo doppiaggio; un altro aspetto positivo era costituito dalla trama avvincente, mentre il punto debole del titolo era il pessimo sistema di controllo. Gamespot puntò l'indice contro la ripetitività delle sequenze d'azione e contro l'interfaccia poco intuitiva, ma elogiò il gioco per l'alta qualità della narrazione e del comparto grafico. Adventure Gamers lodò l'atmosfera cinematografica, la colonna sonora e l'intreccio, ma criticò la gestione della telecamera e il design di alcuni enigmi.
La rivista Giochi per il mio computer non apprezzò la longevità non eccelsa del titolo, ma lo elogiò per la grafica ben realizzata e per la coerenza narrativa delle scene d'azione. Meno positivo, invece, fu il giudizio del sito italiano Adventure's Planet, che gli assegnò 75/100 criticando la scarsa longevità, il sistema di controllo e la bassa difficoltà di alcuni enigmi. Play Generation lo classificò come il terzo titolo punta e clicca più stuzzicante tra quelli disponibili su PlayStation 2.